# Stevie Kremer
Pour les articles homonymes, voir Kremer.
Stevie Kremer est une athlète et skieuse-alpiniste américaine, née le 2 décembre 1982 à Düsseldorf. Spécialiste de skyrunning, elle a notamment remporté le classement des classements généraux des Skyrunner World Series en 2013 et 2014.

## Biographie
Stevie Kremer est institutrice à Crested Butte au Colorado.

## Résultats
| #    | féminin            | Course                                                      | Longueur | Départ           | Temps           |
| 12e  | Médaille d'or      | Course de montagne du Barr Trail                            | 20,3 km  | 17 juillet 2011  | 1 h 51 min 58 s |
| 1re  | Médaille d'or      | Challenge mondial de course en montagne longue distance     | 42,2 km  | 8 septembre 2012 | 3 h 22 min 42 s |
|      | Médaille d'or      | Marathon du Mont-Blanc                                      | 42 km    | 30 juin 2013     |                 |
| 12e  | Médaille d'or      | Marathon de Pikes Peak                                      | 42 km    | 18 août 2013     | 4 h 17 min 10 s |
| 52e  | Médaille d'or      | Limone Extreme                                              | 23 km    | 13 octobre 2013  | 2 h 46 min 13 s |
|      | Médaille d'or      | Zegama-Aizkorri                                             | 42 km    | 25 mai 2014      |                 |
| 69e  | Médaille d'or      | Sierre-Zinal                                                | 31 km    | 10 août 2014     | 3 h 03 min 12 s |
| 48e  | 5e                 | Challenge mondial de course en montagne longue distance     | 21,4 km  | 16 août 2014     | 2 h 43 min 16 s |
| 12e  | Médaille d'or      | Matterhorn Ultraks 46K                                      | 46 km    | 23 août 2014     | 5 h 18 min 43 s |
| 49e  | Médaille d'argent  | Limone Extreme                                              | 23 km    | 11 octobre 2014  | 2 h 49 min 3 s  |
| 10e  | Médaille d'or      | Ultra SkyMarathon Madeira                                   | 55 km    | 13 juin 2015     | 7 h 33 min 37 s |
| 61e  | 4e                 | Championnats du monde de course en montagne longue distance | 42,2 km  | 4 juillet 2015   | 3 h 35 min 38 s |
| 15e  | Médaille d'argent  | Matterhorn Ultraks 46K                                      | 46 km    | 22 août 2015     | 5 h 24 min 45 s |
|      | Médaille d'argent  | K42 Adventure Marathon                                      | 42 km    | 14 novembre 2015 | 3 h 59 min 45 s |
| 9e   | Médaille d'or      | Olympus Marathon                                            | 44 km    | 26 juin 2016     | 5 h 21 min 36 s |
|      | Médaille d'or      | Course du Mont Fuji                                         | 15 km    | 22 juillet 2016  | 1 h 36 min 45 s |
| 21e  | Médaille d'argent  | Broken Arrow Skyrace 52K                                    | 52 km    | 17 juin 2017     | 6 h 6 min 51 s  |
| 23e  | Médaille de bronze | Olympus Marathon                                            | 44 km    | 23 juin 2018     | 5 h 29 min 1 s  |
| 133e | 19e                | Sierre-Zinal                                                | 31 km    | 12 août 2018     | 3h 20 min 39 s  |
| 17e  | Médaille d'or      | Marathon de Pikes Peak                                      | 42,2 km  | 22 août 2021     | 4 h 34 min 45 s |

### Championnats du monde de skyrunning
| Épreuve / Édition          | Kilomètre vertical | SkyMarathon | Ultra SkyMarathon |
| Championnats 2014 Chamonix | Argent             | Bronze      | —                 |

Légende :
- : première place, médaille d'or
- : deuxième place, médaille d'argent
- : troisième place, médaille de bronze
- — : n'a pas participé à cette épreuve